# Youssef Ishaghpour
Youssef Ishaghpour, né le 14 mars 1940 à Téhéran et mort le 15 octobre 2021 à Paris 5e, est un essayiste français d'origine iranienne. 

## Biographie
À dix-huit ans, Youssef Ishaghpour est venu en France en 1958, pour étudier le cinéma : l'École Louis-Lumière pour la prise de vue puis l’IDHEC (Institut des hautes études cinématographiques) pour la réalisation et le montage. Ensuite il a étudié la philosophie et la sociologie à l'École pratique des hautes études, y obtenant un doctorat d'État ès lettres.
L’appartenance à une minorité religieuse rendant chimérique la possibilité de faire des films en Iran, il est resté en France, atteint par « la tentation de l’Occident ».
Jean Mitry l’a initié à la théorie du cinéma et grâce à Lucien Goldmann, il a découvert les œuvres du jeune Lukács et un Marx penseur critique. Auxquels se sont ajoutés Adorno et Benjamin, comme point d’ancrage et horizon de pensée.
Le passage d’Orient en Occident l’a conduit à ce lieu de nulle part qui est propice à la pensée essayiste. Cette traversée a abouti à un ensemble d’essais incluant la philosophie, la politique et la littérature, mais consacré pour l’essentiel à la réflexion sur l’image : à propos de cinéma (des monographies consacrées à Orson Welles, Visconti, Ozu, S. Ray, Kiarostami et plusieurs recueils d’essais sur le cinéma en général et sur des films et des cinéastes particuliers) et à propos de la peinture (Poussin, Courbet, Manet, Seurat, Duchamp, Hopper, Morandi, Rothko, Staël, Tàpies, Rauschenberg).
Mais ce chemin ne lui a pas fait oublier l’Iran - avec des essais sur la miniature persane et sur Hedayat, le grand écrivain moderne, et sur la plasticienne Chohreh Feyzdjou - ni la pratique de la prise de vue avec cinq albums de photographies.
L’Académie française lui décerne le prix Lequeux en 1991.

## Publications

### Cinéma
- Luchino Visconti (signé Yves Guillaume), Éditions Universitaires, 1966
- D'une image à l'autre : la nouvelle modernité du cinéma, Éditions Denoël, 1982
- Visconti : le sens et l'image, Éditions de la Différence, 1984 ; réédition augmentée Éditions de la Différence, 2006
- Cinéma contemporain : de ce côté du miroir, Éditions de la Différence, 1986
- Formes de l'impermanence : le style de Yasujiro Ozu, Éditions Yellow Now, 1994 ; réédition Éditions Farrago/Léo Scheer, 2002
- Opéra et théâtre dans le cinéma d'aujourd'hui, Éditions de la Différence, 1995
- Le Cinéma, Éditions Flammarion, collection Dominos, 1996 ; réédition éditions Farrago, 2006
- Archéologie du cinéma et mémoire du siècle, dialogue avec Jean-Luc Godard, éditions Farrago, 2000, réédition Verdier poche, 2020
- Kiarostami : le réel face et pile, Éditions Farrago, 2001 ; réédition Éditions Circé, 2007
- Orson Welles, cinéaste, une caméra visible I (Mais notre dépendance à l'image est énorme...), Éditions de la Différence, 2001
- Orson Welles, cinéaste, une caméra visible II (Les films de la période américaine), Éditions de la Différence, 2001
- Orson Welles, cinéaste, une caméra visible III (Les films de la période nomade), Éditions de la Différence, 2001
- Satyajit Ray : l'Orient et l'Occident, Éditions de la Différence, 2002
- Historicité du cinéma, Éditions Farrago, 2004
- Le Cinéma : histoire et théorie, Éditions Farrago, 2006, réédition augmentée, Verdier poche, 2015
- Kiarostami. II. Dans et hors les murs, Éditions Circé, 2012
- Jean-Luc Godard, Une encyclopédie, Éditions Exils, 2023
- Cinéma et modernité (1966-2019). De Joseph Losey à Abbas Kiarostami, Éditions Exils, 2025

### Peinture
- Aux origines de l'art moderne : le Manet de Bataille, Éditions de la Différence, 1989
- Seurat : la pureté de l'élément spectral, Éditions de l'Échoppe, 1992
- Poussin, là où le lointain... Mythe et paysage, Éditions de l'Échoppe, 1996
- Courbet : portrait de l'Artiste dans son atelier, Éditions de l'Échoppe, 1998 ; réédition augmentée, Éditions Circé, 2011
- Chohreh Feyzdjou, Éditions Khavaran, 1998
- La Miniature persane : les couleurs de la lumière, le miroir et le jardin, Éditions Farrago, 1999 ; réédition augmentée, Éditions Verdier, 2009
- Morandi : lumière et mémoire, Éditions Farrago/Léo Scheer
- Staël : la peinture et l'image, Éditions Farrago, 2003
- Rothko, une absence d'image, lumière de la couleur, Éditions Farrago/Léo Scheer, 2003 : réédition Éditions du Canoë, 2023
- Rauschenberg, le monde comme image de reproduction, Éditions Farrago/Léo Scheer, 2003
- Antoni Tapies : œuvres, écrits, entretiens, Éditions Hazan, 2006
- Duchamp romantique, méta-ironie et sublime, Éditions de L'Attente, 2008
- Courbet le portrait de l’artiste dans son atelier, Éditions Circé, 2011
- Chohreh Feyzdjou, L’épicerie de l’apocalypse, Éditions Circé, 2011
- Hopper, lumière d'absence, Éditions Circé, 2014
- Fautrier. La figuration libérée, l’image contre la photographie, Éditions Panoptikum, 2020
- Twombly. Traces, l’en-deçà des images, Éditions Panoptikum, 2020
- Le Cubisme. Cosa mentale contre l’image-miroir, Éditions Panoptikum, 2020
- Kiefer. La Ruine, au commencement image mythe et matière, Éditions du Canoë, 2021

### Philosophie et littérature
- Lucien Goldmann, Lukàcs et Heidegger, Éditions Denoël, 1973
- Paul Nizan : une figure mythique et son temps, Éditions Le Sycomore, 1980
- Paul Nizan : l'écrivain et le politique entre les deux guerres, Éditions de la Différence, 1990
- Elias Canetti : métamorphose et identité, Éditions de la Différence, 1990
- Le Tombeau de Sadegh Hedayat, Éditions Fourbis, 1991 ; réédition Éditions Farrago, 1999
- Marx à la chute du communisme : disparition du politique et de l'intellectuel ?, Éditions Farrago, 2005
- Shahrokh Meskoob par lui-même, (en persan) Éditions Khavaran, 2011
- Le Poncif d'Adorno. Le poème après Auschwitz, Éditions du Canoë, 2018

### Photographie
- Proche et lointain, Éditions Farrago, 2004
- Grèves, rocs et mers, Éditions Farrago, 2006
- Arbres (Postface de Juliette Grange), Éditions Farrago, 2006
- Au commencement, Éditions de la Différence, 2010
- Nuée et pâture de vent, Éditions de la Différence, 2012